# 尼诺斯拉夫·马利纳
尼诺斯拉夫•马利纳（1974年9月25日—），生于马其顿共和国首都斯科普里，现任马其顿共和国奥赫里德市的科学信息与技术大学“圣保罗使徒”的校长。

## 生平
尼诺斯拉夫•马利纳在UKIM (Skopje)的电子工程学院获得了学士学位，并于2004年在École Polytechnique Fédérale de Lausanne (EPFL)获得了博士学位。在赫尔辛基的诺基亚研发中心实习期间，他主要从事于信息论在无线通信技术里的应用和实践。2005至2007年，尼诺斯拉夫•马利纳是Sowoon Technologies的研发总监。2007至2008年，他在夏威夷大学马诺阿分校（University of Hawaii at Manoa）当访问学者。随后，在2008至2009年，他以博士后研究者的身份在奥斯陆大学（University of Oslo）工作学习。在2010至2012年，尼诺斯拉夫•马利纳在普林斯顿大学（Princeton University）当博士后访问学者。至今，普林斯顿仍为他保留有访问研究员的职位。

## 科学成就
马利纳教授曾是二十个遍布世界各地的大学的客座教授，包括美国，日本，英国，以色列，俄罗斯，巴西，中国（香港），挪威，芬兰，葡萄牙和捷克。他在从学术界和产业界的各种公共资金机构进行筹措资金上有着卓越的记录和丰富的经验，包括Swiss CTI，Swiss NSF，the European Commission 和 the European Space Agency。他同样是欧盟第七和第八框架计划的评估专家和评论家。马利纳博士是电气电子工程师学会（IEEE） 的高级会员，并是IEEE信息论学会马其顿分会的联合创始人之一。